# ラフテー
ラフテーは、沖縄県の郷土料理の1つで、皮付きの三枚肉またはヒサガー（皮付きのもも肉）を泡盛や醤油で甘辛く味付けした料理であり、いわゆる沖縄風の豚肉の角煮のことである。

## 概要
琉球王朝時代からの保存食でもあり、1か月ほど保存がきく。中国料理の東坡肉と起源を同じくすると考えられており、東坡肉と同様に皮を剥がさずに豚肉を調理し、肉に皮が付いたまま食する。この点で鹿児島に伝わった、豚肉の皮を剥いで調理する角煮と異なる。
名称は中国語に由来し、漢字では羅火腿と書く。ラフティーという表記も散見されるが、琉球語ではラフテーという読みが正しい。
沖縄そばの具や、正月料理や法事の重箱に用いられる「三枚肉（の煮付け）」と同じような料理であるが、甘辛く濃い味付けで箸で切れるほど柔らかく煮込まれており、薄切りではなくある程度の大きさのある塊のまま、独立した料理として他の具材とは合わせず単品で供される点が特徴である。

## 作り方
沖縄では、豚の皮つき三枚肉を使用することが一般的である。残った毛があれば直火であぶって焼き、塊のままおから（もしくは糠）を加えて下茹した後、肉塊を湯で洗う。これを切り分けてから、泡盛、醤油、砂糖（黒砂糖を用いることも多い）をあわせて煮汁とし、その中に入れて弱火で数時間煮込むが、より味をしみこませるために2,3日かけて煮込まれることもある。また、味噌を入れる場合もある。
その後、冷まして煮汁の表面に固まったラードを取り除いたうえで煮返す。長時間煮込まれた肉は脂が抜けており、煮込み始めの時と比べて縮んでいる。盛りつけの時に針生姜を添えることもある。